# Neoklis Silikiotis

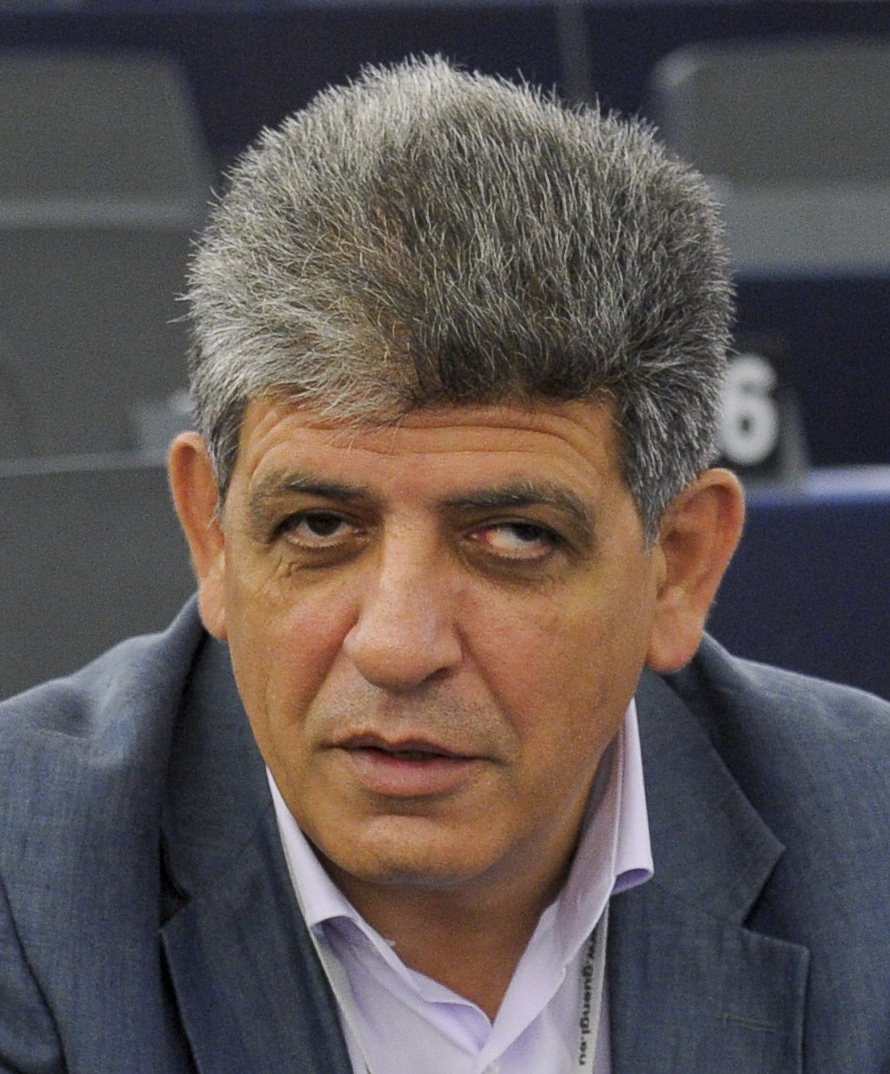
Neoklis Silikiotis, 2015

Neoklis Silikiotis (* 24. Januar 1959 in Limassol) ist ein zyprischer Politiker der Anorthotiko Komma Ergazomenou Laou.

## Politik
Neoklis Sylikiotis schloss sein Studium an der RWTH Aachen mit einem Abschluss in Maschinenbau ab. Während seines Studiums war er an der Gründung des Verbands zyprischer Studentenvereinigungen in Deutschland beteiligt, dessen Präsident er war. In der Zeit von 1988 bis 1999 war er Generalsekretär des Pankypria Omospondía Fititikón Enóseon (griechisch Παγκύπρια Ομοσπονδία Φοιτητικών Ενώσεων ‚Gesamtzyprische Föderation der Studentenvereinigungen‘). Zudem war er Generalsekretär der Eniaía Dimokratikí Orgánosi Neolaías (griechisch Ενιαία Δημοκρατική Οργάνωση Νεολαίας ‚Vereinigte Demokratische Jugendorganisation‘).
1995 wurde er zum Mitglied des Zentralkomitees der AKEL gewählt und 2010 wurde er Mitglied des Politbüros des Zentralkomitees der AKEL. 2013 wurde er in das Sekretariat des Zentralkomitees der AKEL gewählt. Zudem war er Leiter des Bildungsbüros der AKEL und Mitglied des Bildungsrats von Zypern.
Am 8. September 2006 wurde er zum Innenminister in der Regierung von Tassos Papadopoulos ernannt. Für eine kurze Zeit war er gleichzeitig auch Minister für Bildung und Kultur. Am 15. Juli 2007 trat er von seinem Amt als Innenminister zurück, nachdem die AKEL aus der Regierung ausgetreten war.
Neoklis Silikiotis war von März 2008 bis zu einer Kabinettsumbildung im März 2012 unter Ministerpräsident Dimitris Christofias wieder Innenminister, anschließend wechselte er als Nachfolger von Praxoula Antoniadou an die Spitze des Ministeriums für Wirtschaft, Industrie und Tourismus. Das Innenministerium übernahm Eleni Mavrou. Nach der Präsidentschaftswahl 2013 kam es zu einem Regierungswechsel, die Dimokratikos Synagermos stellte mit Nikos Anastasiadis den neuen Präsidenten.
Silikiotis war von 2014 bis 2019 Abgeordneter im Europäischen Parlament und gehörte der GUE/NGL-Fraktion an. Dort war er Mitglied im Ausschuss für Industrie, Forschung und Energie und in der Delegation für die Beziehungen zum Palästinensischen Legislativrat. Bei der Europawahl 2019 kandidierte er für eine Wiederwahl, wurde jedoch nicht gewählt.
Er nahm mit AKEL auch an den Parlamentswahlen 2021 im Wahlbezirk Limassol teil, wurde jedoch nicht gewählt.